# マリンフーズ
マリンフーズ株式会社（英文社名：The Marine Foods Corporation）は、東京都港区にある水産物の輸入販売・水産加工品の製造販売を行う企業。双日のグループ企業である。
マリンフーズは1981年に日本ハムの子会社となったが、2022年3月31日付で全株式が双日へ譲渡され、双日グループとなった。

## 概要
- 企業名 マリンフーズ株式会社
- 代表者 代表取締役社長 藤原勝紀
- 資本金 11億3330万円
- 本社所在地 東京都港区六本木三丁目１番１号